# 24 Heures de Daytona 1997
Navigation
Édition précédente Édition suivante
Les 24 Heures de Daytona 1997 (officiellement appelé le 1997 Rolex Daytona 24 Hours), disputées sur les 1er février 1997 et 2 février 1997 sur le Daytona International Speedway ont été la trente-cinquième édition de cette épreuve, la trentième sur un format de vingt-quatre heures, et la première manche du Championnat IMSA GT 1997.

## Engagés
La liste officielle des engagés était composée de 101 voitures. 6 ont participé aux essais dont 19 en WSC, 25 en GTS-1, 12 en GTS-2 et 40 en GTS-3.

## Course
Voici le classement provisoire au terme de la course,,.
- Les vainqueurs de chaque catégorie sont signalés par un fond jauni.
- Pour la colonne Pneus, il faut passer le curseur au-dessus du modèle pour connaître le manufacturier de pneumatiques.

| Pos.    | Classe | N° | Écurie                            | Pilotes | Châssis                         | Pneus | Tours | Temps                |
| Pos.    | Classe | N° | Écurie                            | Pilotes | Moteur                          | Pneus | Tours | Temps                |
| ------- | ------ | -- | --------------------------------- | --- | ------------------------------- | ----- | ----- | -------------------- |
| 1       | WSC    | 20 | Dyson Racing                      | Elliott Forbes-Robinson John Schneider (en) Rob Dyson (en) John Paul Jr. Butch Leitzinger Andy Wallace James Weaver | Riley & Scott Mk III (en)       | G     | 690   | 24 h 00 min 48 s 691 |
| 1       | WSC    | 20 | Dyson Racing                      | Elliott Forbes-Robinson John Schneider (en) Rob Dyson (en) John Paul Jr. Butch Leitzinger Andy Wallace James Weaver |                                 | G     | 690   | 24 h 00 min 48 s 691 |
| 2       | WSC    | 3  | Team Scandia (en)                 | Fermín Vélez Andy Evans Charles Morgan Rob Morgan (en)                                                              | Ferrari 333 SP                  | G     | 689   |                      |
| 2       | WSC    | 3  | Team Scandia (en)                 | Fermín Vélez Andy Evans Charles Morgan Rob Morgan (en)                                                              |                                 | G     | 689   |                      |
| 3       | WSC    | 4  | Dibos Racing                      | Eduardo Dibós Chappuis Jim Pace Barry Waddell                                                                       | Riley & Scott Mk III (en)       | P     | 672   |                      |
| 3       | WSC    | 4  | Dibos Racing                      | Eduardo Dibós Chappuis Jim Pace Barry Waddell                                                                       |                                 | P     | 672   |                      |
| 4       | GTS-2  | 99 | Roock Racing                      | Ralf Kelleners Claudia Hürtgen Patrice Goueslard André Ahrlé                                                        | Porsche 911 GT2 (993)           | M     | 665   |                      |
| 4       | GTS-2  | 99 | Roock Racing                      | Ralf Kelleners Claudia Hürtgen Patrice Goueslard André Ahrlé                                                        |                                 | M     | 665   |                      |
| 5       | GTS-1  | 01 | Rohr Corp.                        | Jochen Rohr Andy Pilgrim Harald Grohs Arnd Meier (en)                                                               | Porsche 911 GT2 (993)           | P     | 663   |                      |
| 5       | GTS-1  | 01 | Rohr Corp.                        | Jochen Rohr Andy Pilgrim Harald Grohs Arnd Meier (en)                                                               |                                 | P     | 663   |                      |
| 6       | GTS-1  | 74 | Champion Porsche                  | Hans-Joachim Stuck Bill Adam (en) Thierry Boutsen                                                                   | Porsche 911 GT2 (993)           | P     | 661   |                      |
| 6       | GTS-1  | 74 | Champion Porsche                  | Hans-Joachim Stuck Bill Adam (en) Thierry Boutsen                                                                   |                                 | P     | 661   |                      |
| 7       | WSC    | 30 | Moretti Racing                    | Giampiero Moretti Antônio Hermann Derek Bell Didier Theys                                                           | Ferrari 333 SP                  | Y     | 660   |                      |
| 7       | WSC    | 30 | Moretti Racing                    | Giampiero Moretti Antônio Hermann Derek Bell Didier Theys                                                           |                                 | Y     | 660   |                      |
| 8       | GTS-2  | 03 | Roock Racing                      | Philippe de Craene Zak Brown Dirk Layer Michel Ligonnet                                                             | Porsche 911 GT2 (993)           | P     | 651   |                      |
| 8       | GTS-2  | 03 | Roock Racing                      | Philippe de Craene Zak Brown Dirk Layer Michel Ligonnet                                                             |                                 | P     | 651   |                      |
| 9       | GTS-3  | 10 | Prototype Technology Group, Inc.  | Javier Quiros Derek Hill (en) Boris Said Bill Auberlen Tom Hessert Jr.                                              | BMW M3 E36                      | Y     | 640   |                      |
| 9       | GTS-3  | 10 | Prototype Technology Group, Inc.  | Javier Quiros Derek Hill (en) Boris Said Bill Auberlen Tom Hessert Jr.                                              |                                 | Y     | 640   |                      |
| 10      | GTS-3  | 39 | Jim Mathews Racing                | Jim Mathews Hurley Haywood David Murry Doc Bundy (en)                                                               | Porsche 911                     | P     | 638   |                      |
| 10      | GTS-3  | 39 | Jim Mathews Racing                | Jim Mathews Hurley Haywood David Murry Doc Bundy (en)                                                               |                                 | P     | 638   |                      |
| 11      | GTS-3  | 76 | Team A.R.E.                       | Kelly Collins Mike Doolin Scott Peeler Cort Wagner                                                                  | Porsche 911 Carrera RSR         | Y     | 638   |                      |
| 11      | GTS-3  | 76 | Team A.R.E.                       | Kelly Collins Mike Doolin Scott Peeler Cort Wagner                                                                  |                                 | Y     | 638   |                      |
| 12      | GTS-2  | 31 | Konrad Motorsport                 | Bob Wollek Yannick Dalmas Wido Rössler Franz Konrad                                                                 | Porsche 911 GT2 (993)           | M     | 637   |                      |
| 12      | GTS-2  | 31 | Konrad Motorsport                 | Bob Wollek Yannick Dalmas Wido Rössler Franz Konrad                                                                 |                                 | M     | 637   |                      |
| 13      | GTS-3  | 69 | Jorge Trejos                      | Tim Ralston Jeff Gamroth Jorge Trejos Monte Shelton (en)                                                            | Porsche 911                     | ?     | 632   |                      |
| 13      | GTS-3  | 69 | Jorge Trejos                      | Tim Ralston Jeff Gamroth Jorge Trejos Monte Shelton (en)                                                            |                                 | ?     | 632   |                      |
| 14      | GTS-3  | 26 | Team Seattle/Alex Job Racing      | Anthony Lazzaro Eric Bretzel Mike Conte Angelo Cilli                                                                | Porsche 911                     | Y     | 631   |                      |
| 14      | GTS-3  | 26 | Team Seattle/Alex Job Racing      | Anthony Lazzaro Eric Bretzel Mike Conte Angelo Cilli                                                                |                                 | Y     | 631   |                      |
| 15      | GTS-1  | 94 | Viper Team Oreca                  | Olivier Beretta Tommy Archer Dominique Dupuy                                                                        | Chrysler Viper GTS-R            | M     | 628   |                      |
| 15      | GTS-1  | 94 | Viper Team Oreca                  | Olivier Beretta Tommy Archer Dominique Dupuy                                                                        |                                 | M     | 628   |                      |
| 16      | GTS-2  | 98 | Schumacher Racing                 | Larry Schumacher John O'Steen Will Pace Robert Nearn                                                                | Porsche 911 Carrera RSR         | P     | 627   |                      |
| 16      | GTS-2  | 98 | Schumacher Racing                 | Larry Schumacher John O'Steen Will Pace Robert Nearn                                                                |                                 | P     | 627   |                      |
| 17      | GTS-3  | 25 | Team Seattle/Alex Job Racing      | Jeff Purner Terry Lingner Robbie Groff (en) Charles Slater                                                          | Porsche 911 Carrera RSR         | P     | 624   |                      |
| 17      | GTS-3  | 25 | Team Seattle/Alex Job Racing      | Jeff Purner Terry Lingner Robbie Groff (en) Charles Slater                                                          |                                 | P     | 624   |                      |
| 18      | GTS-3  | 6  | Prototype Technology Group, Inc.  | John Fergus Ron Finger Dan Marvin (en) Boris Said Derek Hill (en)                                                   | BMW M3 E36                      | Y     | 622   |                      |
| 18      | GTS-3  | 6  | Prototype Technology Group, Inc.  | John Fergus Ron Finger Dan Marvin (en) Boris Said Derek Hill (en)                                                   |                                 | Y     | 622   |                      |
| 19      | GTS-1  | 46 | Lister Storm Racing               | Geoff Lees Tiff Needell Anthony Reid                                                                                | Lister Storm GTL                | M     | 615   |                      |
| 19      | GTS-1  | 46 | Lister Storm Racing               | Geoff Lees Tiff Needell Anthony Reid                                                                                |                                 | M     | 615   |                      |
| 20      | GTS-3  | 53 | Rohr Corp.                        | Axel Rohr Bruno Michelotti Denis Lay Uwe Sick                                                                       | Porsche 911 Carrera RSR         | P     | 615   |                      |
| 20      | GTS-3  | 53 | Rohr Corp.                        | Axel Rohr Bruno Michelotti Denis Lay Uwe Sick                                                                       |                                 | P     | 615   |                      |
| 21      | GTS-3  | 04 | Max Schmidt                       | Mike Johnson Duke Johnson Max Schmidt Rusty Schmidt                                                                 | Porsche 911 Carrera RSR         | P     | 609   |                      |
| 21      | GTS-3  | 04 | Max Schmidt                       | Mike Johnson Duke Johnson Max Schmidt Rusty Schmidt                                                                 |                                 | P     | 609   |                      |
| 22      | GTS-3  | 55 | Stadler Motorsport                | Lilian Bryner Enzo Calderari Ellen Lohr (en) Ulli Richter                                                           | Porsche 911                     | P     | 607   |                      |
| 22      | GTS-3  | 55 | Stadler Motorsport                | Lilian Bryner Enzo Calderari Ellen Lohr (en) Ulli Richter                                                           |                                 | P     | 607   |                      |
| 23      | GTS-3  | 40 | Paul Kumpen                       | Kurt Thiers Dirk Schoysman Jean-François Hemroulle Stéphane Cohen                                                   | Porsche 911                     | ?     | 602   |                      |
| 23      | GTS-3  | 40 | Paul Kumpen                       | Kurt Thiers Dirk Schoysman Jean-François Hemroulle Stéphane Cohen                                                   |                                 | ?     | 602   |                      |
| 24      | GTS-3  | 54 | Doug Trott                        | Richard Spenard John Ruther Spencer Lane Doug Trott Tom Baldwin (en) Grady Willingham                               | Porsche 911                     | ?     | 600   |                      |
| 24      | GTS-3  | 54 | Doug Trott                        | Richard Spenard John Ruther Spencer Lane Doug Trott Tom Baldwin (en) Grady Willingham                               |                                 | ?     | 600   |                      |
| 25      | GTS-2  | 56 | Martin Snow                       | Martin Snow Peter Kitchak Ray Lintott Terry Olilla                                                                  | Porsche 911 GT2 (993)           | P     | 591   |                      |
| 25      | GTS-2  | 56 | Martin Snow                       | Martin Snow Peter Kitchak Ray Lintott Terry Olilla                                                                  |                                 | P     | 591   |                      |
| 26      | WSC    | 63 | Downing/Atlanta Racing            | Tim McAdam Yojiro Terada Joe Castellano Jim Downing                                                                 | Kudzu DLM                       | G     | 569   |                      |
| 26      | WSC    | 63 | Downing/Atlanta Racing            | Tim McAdam Yojiro Terada Joe Castellano Jim Downing                                                                 |                                 | G     | 569   |                      |
| 27      | GTS-3  | 96 | Proton Competition                | Helmut Reis Karl Augustin Manfred Jurasz Gerold Ried Kalman Bodis                                                   | Porsche 911 GT2 (993)           | ?     | 565   |                      |
| 27      | GTS-3  | 96 | Proton Competition                | Helmut Reis Karl Augustin Manfred Jurasz Gerold Ried Kalman Bodis                                                   |                                 | ?     | 565   |                      |
| 28      | GTS-1  | 97 | Klaus Scheer                      | Edgar Dören Léo Van Sande Klaus Scheer Berndt Neutag                                                                | Porsche 911 GT2 (993)           | G     | 560   |                      |
| 28      | GTS-1  | 97 | Klaus Scheer                      | Edgar Dören Léo Van Sande Klaus Scheer Berndt Neutag                                                                |                                 | G     | 560   |                      |
| 29      | GTS-3  | 78 | Team A.R.E.                       | Steve Velasquez Gary Blackman Steve Dente Richard Gray                                                              | Porsche 911 Carrera RSR         | Y     | 554   |                      |
| 29      | GTS-3  | 78 | Team A.R.E.                       | Steve Velasquez Gary Blackman Steve Dente Richard Gray                                                              |                                 | Y     | 554   |                      |
| 30      | GTS-1  | 35 | Bill McDill                       | Richard McDill Tom Juckette Gianni Biava Bill McDill                                                                | Chevrolet Camaro                | Y     | 540   |                      |
| 30      | GTS-1  | 35 | Bill McDill                       | Richard McDill Tom Juckette Gianni Biava Bill McDill                                                                |                                 | Y     | 540   |                      |
| 31      | GTS-1  | 09 | Rice Racing                       | Ray Kong Tommy Miller Vic Rice Chris Neville (en)                                                                   | Pontiac Grand Prix              | ?     | 534   |                      |
| 31      | GTS-1  | 09 | Rice Racing                       | Ray Kong Tommy Miller Vic Rice Chris Neville (en)                                                                   |                                 | ?     | 534   |                      |
| 32      | GTS-1  | 37 | Hoyt Overbagh                     | Mauro Casadei Stefano Bucci Francesco Ciani Andrea Garbagnati                                                       | Chevrolet Camaro                | G     | 507   |                      |
| 32      | GTS-1  | 37 | Hoyt Overbagh                     | Mauro Casadei Stefano Bucci Francesco Ciani Andrea Garbagnati                                                       |                                 | G     | 507   |                      |
| 33      | WSC    | 81 | Graham Williams                   | Kevin Sherwood Mike Millard Peter Hardman Nigel Greensall                                                           | ProSport 3000 Spyder            | D     | 498   |                      |
| 33      | WSC    | 81 | Graham Williams                   | Kevin Sherwood Mike Millard Peter Hardman Nigel Greensall                                                           |                                 | D     | 498   |                      |
| 34 Abd. | WSC    | 8  | Support Net Racing                | Henry Camferdam Johnny O'Connell Scott Schubot Roger Mandeville                                                     | Hawk C-8                        | Y     | 494   |                      |
| 34 Abd. | WSC    | 8  | Support Net Racing                | Henry Camferdam Johnny O'Connell Scott Schubot Roger Mandeville                                                     |                                 | Y     | 494   |                      |
| 35      | GTS-1  | 90 | Road Circuit Technology           | Andy Petery Les Delano Tim O'Kennedy Craig Carter                                                                   | Oldsmobile Cutlass Supreme (en) | ?     | 490   |                      |
| 35      | GTS-1  | 90 | Road Circuit Technology           | Andy Petery Les Delano Tim O'Kennedy Craig Carter                                                                   |                                 | ?     | 490   |                      |
| 36 Abd. | GTS-1  | 91 | Rock Valley Oil & Chemical Co.    | Roger Schramm Stu Hayner John Heinricy (en) Marty Miller                                                            | Chevrolet Camaro                | G     | 468   |                      |
| 36 Abd. | GTS-1  | 91 | Rock Valley Oil & Chemical Co.    | Roger Schramm Stu Hayner John Heinricy (en) Marty Miller                                                            |                                 | G     | 468   |                      |
| 37 Abd. | GTS-3  | 77 | Mattco Racing                     | Matthew Cohen Pete Halsmer (en) John Morton Sylvain Tremblay                                                        | BMW M3 E36                      | Y     | 440   |                      |
| 37 Abd. | GTS-3  | 77 | Mattco Racing                     | Matthew Cohen Pete Halsmer (en) John Morton Sylvain Tremblay                                                        |                                 | Y     | 440   |                      |
| 38 Abd. | WSC    | 1  | Doyle Racing/Riley & Scott        | Wayne Taylor Scott Sharp Eric van de Poele                                                                          | Riley & Scott Mk III (en)       | P     | 427   |                      |
| 38 Abd. | WSC    | 1  | Doyle Racing/Riley & Scott        | Wayne Taylor Scott Sharp Eric van de Poele                                                                          |                                 | P     | 427   |                      |
| 39 Abd. | GTS-3  | 42 | Jarett Freeman                    | Jarett Freeman Simon Gregg Michael Duffy                                                                            | Porsche 911                     | Y     | 422   |                      |
| 39 Abd. | GTS-3  | 42 | Jarett Freeman                    | Jarett Freeman Simon Gregg Michael Duffy                                                                            |                                 | Y     | 422   |                      |
| 40      | GTS-1  | 87 | John Annis                        | John Annis Kelly Toombs Neil Tilbor Chris Funk Keith Scharf David Donovan                                           | Chevrolet Camaro                | ?     | 404   |                      |
| 40      | GTS-1  | 87 | John Annis                        | John Annis Kelly Toombs Neil Tilbor Chris Funk Keith Scharf David Donovan                                           |                                 | ?     | 404   |                      |
| 41 Abd. | GTS-2  | 85 | Chamberlain Engineering           | Chris Gleason Grant Thomas Jack Gratton Gerard MacQuillan                                                           | Porsche 911 GT2 (993)           | G     | 400   |                      |
| 41 Abd. | GTS-2  | 85 | Chamberlain Engineering           | Chris Gleason Grant Thomas Jack Gratton Gerard MacQuillan                                                           |                                 | G     | 400   |                      |
| 42      | GTS-3  | 24 | Team Seattle/Alex Job Racing      | Don Kitch Jr. Chris Bingham (en) Chip Hanauer (en) Chuck Lyford Byron Sanborn                                       | Porsche 911                     | G     | 400   |                      |
| 42      | GTS-3  | 24 | Team Seattle/Alex Job Racing      | Don Kitch Jr. Chris Bingham (en) Chip Hanauer (en) Chuck Lyford Byron Sanborn                                       |                                 | G     | 400   |                      |
| 43      | GTS-3  | 68 | The Racer's Group                 | Kevin Buckler (en) Charlie Nearburg (en) Steve Rees Fred Seipp                                                      | Porsche 911                     | ?     | 393   |                      |
| 43      | GTS-3  | 68 | The Racer's Group                 | Kevin Buckler (en) Charlie Nearburg (en) Steve Rees Fred Seipp                                                      |                                 | ?     | 393   |                      |
| 44 Abd. | WSC    | 29 | Target 24                         | Alex Caffi Ivan Capelli Fabio Montani Gabrio Rosa                                                                   | Riley & Scott Mk III (en)       | P     | 390   |                      |
| 44 Abd. | WSC    | 29 | Target 24                         | Alex Caffi Ivan Capelli Fabio Montani Gabrio Rosa                                                                   |                                 | P     | 390   |                      |
| 45 Abd. | GTS-3  | 83 | GT Racing Team                    | Gianfranco Brancatelli Luca Drudi Luigino Pagotto Renato Mastropietro (en) Charles Margueron                        | Porsche 911                     | P     | 387   |                      |
| 45 Abd. | GTS-3  | 83 | GT Racing Team                    | Gianfranco Brancatelli Luca Drudi Luigino Pagotto Renato Mastropietro (en) Charles Margueron                        |                                 | P     | 387   |                      |
| 46      | GTS-2  | 47 | TF Racing                         | Nick Longhi John Kohler Matt Turner Joseph Safina Gary R. Smith Jeff Lapcevich                                      | Saleen Mustang                  | ?     | 377   |                      |
| 46      | GTS-2  | 47 | TF Racing                         | Nick Longhi John Kohler Matt Turner Joseph Safina Gary R. Smith Jeff Lapcevich                                      |                                 | ?     | 377   |                      |
| 47 Abd. | GTS-3  | 05 | Auto Sport South                  | Jeff Hays Cary Eisenlohr Steve Rebeil William Stitt Kevin Wheeler                                                   | Porsche 911                     | Y     | 374   |                      |
| 47 Abd. | GTS-3  | 05 | Auto Sport South                  | Jeff Hays Cary Eisenlohr Steve Rebeil William Stitt Kevin Wheeler                                                   |                                 | Y     | 374   |                      |
| 48 Abd. | GTS-3  | 7  | Prototype Technology Group, Inc.  | Dieter Quester Marc Duez Markus Oestreich Boris Said                                                                | BMW M3 E36                      | Y     | 373   |                      |
| 48 Abd. | GTS-3  | 7  | Prototype Technology Group, Inc.  | Dieter Quester Marc Duez Markus Oestreich Boris Said                                                                |                                 | Y     | 373   |                      |
| 49 Abd. | GTS-1  | 75 | Robinson Racing                   | George Robinson Irv Hoerr (en) Jack Baldwin (en) Victor Sifton                                                      | Oldsmobile Aurora               | G     | 368   |                      |
| 49 Abd. | GTS-1  | 75 | Robinson Racing                   | George Robinson Irv Hoerr (en) Jack Baldwin (en) Victor Sifton                                                      |                                 | G     | 368   |                      |
| 50      | GTS-1  | 27 | Hoyt Overbagh                     | Marco Polani Silvino Giarotti Fabio Rosa C. J. Johnson Marco de Iturbe                                              | Chevrolet Camaro                | G     | 353   |                      |
| 50      | GTS-1  | 27 | Hoyt Overbagh                     | Marco Polani Silvino Giarotti Fabio Rosa C. J. Johnson Marco de Iturbe                                              |                                 | G     | 353   |                      |
| 51      | GTS-3  | 58 | Protechnik Racing                 | Philip Collin Lew Brouchier Mauro Barella Luca Cattaneo Sam Shalala Alex Tradd                                      | Porsche 911                     | ?     | 353   |                      |
| 51      | GTS-3  | 58 | Protechnik Racing                 | Philip Collin Lew Brouchier Mauro Barella Luca Cattaneo Sam Shalala Alex Tradd                                      |                                 | ?     | 353   |                      |
| 52      | WSC    | 60 | Kopf Precision Race Products Team | Owen Trinkler Roberto Quintanilla Jeff Ward                                                                         | Keiler KII                      | G     | 348   |                      |
| 52      | WSC    | 60 | Kopf Precision Race Products Team | Owen Trinkler Roberto Quintanilla Jeff Ward                                                                         |                                 | G     | 348   |                      |
| 53 Abd. | GTS-1  | 64 | Mel A. Butt                       | Mel Butt Jim Higgs Dave McTureous Dennis King                                                                       | Chevrolet Camaro                | G     | 339   |                      |
| 53 Abd. | GTS-1  | 64 | Mel A. Butt                       | Mel Butt Jim Higgs Dave McTureous Dennis King                                                                       |                                 | G     | 339   |                      |
| 54 Abd. | GTS-1  | 71 | Johnny Unser                      | Boris Said Johnny Unser Enrico Bertaggia Ron Fellows                                                                | Callaway C7-R                   | G     | 331   |                      |
| 54 Abd. | GTS-1  | 71 | Johnny Unser                      | Boris Said Johnny Unser Enrico Bertaggia Ron Fellows                                                                |                                 | G     | 331   |                      |
| 55      | GTS-3  | 44 | Brad Creber                       | Lance Stewart Brad Creber John Bourassa John Finger                                                                 | Mazda RX-7                      | Y     | 310   |                      |
| 55      | GTS-3  | 44 | Brad Creber                       | Lance Stewart Brad Creber John Bourassa John Finger                                                                 |                                 | Y     | 310   |                      |
| 56 Abd. | GTS-2  | 70 | AD Sport                          | Kurt Dujardyn Kris Wauters (en) Koen Wauters Jean-Paul Herreman                                                     | Porsche 911 GT2 (993)           | P     | 304   |                      |
| 56 Abd. | GTS-2  | 70 | AD Sport                          | Kurt Dujardyn Kris Wauters (en) Koen Wauters Jean-Paul Herreman                                                     |                                 | P     | 304   |                      |
| 57      | WSC    | 19 | Davin Racing                      | Mark Montgomery Edd Davin Butch Brickell (en)                                                                       | Argo P                          | G     | 279   |                      |
| 57      | WSC    | 19 | Davin Racing                      | Mark Montgomery Edd Davin Butch Brickell (en)                                                                       |                                 | G     | 279   |                      |
| 58      | GTS-2  | 67 | Saleen Allen Speedlab             | Price Cobb Phil Andrews (en) Rob Rizzo (en) David Warnock Robert Schirle Tim Allen                                  | Saleen Mustang                  | ?     | 274   |                      |
| 58      | GTS-2  | 67 | Saleen Allen Speedlab             | Price Cobb Phil Andrews (en) Rob Rizzo (en) David Warnock Robert Schirle Tim Allen                                  |                                 | ?     | 274   |                      |
| 59 Abd. | GTS-3  | 92 | RAE Motorsports                   | Raymond Boissoneau Peter Gobel J. W. Pettigrew David Loring Peter Argetsinger (en)                                  | Mazda RX-7                      | ?     | 271   |                      |
| 59 Abd. | GTS-3  | 92 | RAE Motorsports                   | Raymond Boissoneau Peter Gobel J. W. Pettigrew David Loring Peter Argetsinger (en)                                  |                                 | ?     | 271   |                      |
| 60 Abd. | WSC    | 16 | Dyson Racing                      | Andy Wallace John Paul Jr. Butch Leitzinger James Weaver                                                            | Riley & Scott Mk III (en)       | G     | 227   |                      |
| 60 Abd. | WSC    | 16 | Dyson Racing                      | Andy Wallace John Paul Jr. Butch Leitzinger James Weaver                                                            |                                 | G     | 227   |                      |
| 61 Abd. | GTS-1  | 80 | David Perelle                     | Richard Maugeri Sim Penton Rob Debartelobeu Dave Perelle                                                            | Oldsmobile Cutlass Supreme (en) | G     | 219   |                      |
| 61 Abd. | GTS-1  | 80 | David Perelle                     | Richard Maugeri Sim Penton Rob Debartelobeu Dave Perelle                                                            |                                 | G     | 219   |                      |
| 62 Abd. | GTS-3  | 73 | Jack Lewis Enterprises Ltd.       | Henry Taleb Edison Lluch Kurt Mathewson Scott Knollenberg                                                           | Porsche 911 Carrera RSR         | ?     | 209   |                      |
| 62 Abd. | GTS-3  | 73 | Jack Lewis Enterprises Ltd.       | Henry Taleb Edison Lluch Kurt Mathewson Scott Knollenberg                                                           |                                 | ?     | 209   |                      |
| 63      | WSC    | 28 | FAB Factory Motorsport            | Jon Field A. J. Smith Ralph Thomas John Mirro Rick Ferguson                                                         | Spice SE95                      | G     | 182   |                      |
| 63      | WSC    | 28 | FAB Factory Motorsport            | Jon Field A. J. Smith Ralph Thomas John Mirro Rick Ferguson                                                         |                                 | G     | 182   |                      |
| 64      | GTS-1  | 62 | Diablo Racing                     | Tom Scheuren Kerry Hitt Bobby Jones Gerry Green                                                                     | Chevrolet Camaro                | ?     | 181   |                      |
| 64      | GTS-1  | 62 | Diablo Racing                     | Tom Scheuren Kerry Hitt Bobby Jones Gerry Green                                                                     |                                 | ?     | 181   |                      |
| 65 Abd. | WSC    | 2  | Screaming Eagles Racing           | Craig T. Nelson Case Montgomery Dan Clark Darin Brassfield (en)                                                     | Riley & Scott Mk III (en)       | Y     | 158   |                      |
| 65 Abd. | WSC    | 2  | Screaming Eagles Racing           | Craig T. Nelson Case Montgomery Dan Clark Darin Brassfield (en)                                                     |                                 | Y     | 158   |                      |
| 66 Abd. | GTS-3  | 41 | Team Technodyne                   | Chris Cervelli Bruce Busby Mark Anderson                                                                            | Porsche 911 Carrera RSR         | P     | 138   |                      |
| 66 Abd. | GTS-3  | 41 | Team Technodyne                   | Chris Cervelli Bruce Busby Mark Anderson                                                                            |                                 | P     | 138   |                      |
| 67 Abd. | WSC    | 95 | TRV Motorsports                   | Tom Volk Don Bell Bill Cooper Franck Fréon                                                                          | Kudzu DL-4                      | ?     | 121   |                      |
| 67 Abd. | WSC    | 95 | TRV Motorsports                   | Tom Volk Don Bell Bill Cooper Franck Fréon                                                                          |                                 | ?     | 121   |                      |
| 68      | GTS-2  | 65 | Saleen Allen Speedlab             | Robert Schirle Steve Saleen (en) David Warnock Tim Allen                                                            | Saleen Mustang                  | ?     | 109   |                      |
| 68      | GTS-2  | 65 | Saleen Allen Speedlab             | Robert Schirle Steve Saleen (en) David Warnock Tim Allen                                                            |                                 | ?     | 109   |                      |
| 69 Abd. | GTS-1  | 51 | Fantasy Junction                  | Bruce Trenery Grahame Bryant Jeffrey Pattinson Patrick van Schoote                                                  | Chevrolet Monte Carlo           | ?     | 101   |                      |
| 69 Abd. | GTS-1  | 51 | Fantasy Junction                  | Bruce Trenery Grahame Bryant Jeffrey Pattinson Patrick van Schoote                                                  |                                 | ?     | 101   |                      |
| 70 Abd. | GTS-1  | 45 | Davies Motorsports                | Scott Goodyear Ed Davies Arie Luyendyk                                                                              | Porsche 911 Turbo               | G     | 95    |                      |
| 70 Abd. | GTS-1  | 45 | Davies Motorsports                | Scott Goodyear Ed Davies Arie Luyendyk                                                                              |                                 | G     | 95    |                      |
| 71 Abd. | GTS-3  | 38 | Mark Hein                         | Dorsey Schroeder (en) Peter Cunningham (en) John Green Mark Hein Greg Loebel                                        | Acura NSX                       | Y     | 90    |                      |
| 71 Abd. | GTS-3  | 38 | Mark Hein                         | Dorsey Schroeder (en) Peter Cunningham (en) John Green Mark Hein Greg Loebel                                        |                                 | Y     | 90    |                      |
| 72 Abd. | WSC    | 88 | MSI Racing                        | Ross Bentley (en) Danny Sullivan Jeff Jones Robbie Buhl                                                             | Riley & Scott Mk III (en)       | G     | 72    |                      |
| 72 Abd. | WSC    | 88 | MSI Racing                        | Ross Bentley (en) Danny Sullivan Jeff Jones Robbie Buhl                                                             |                                 | G     | 72    |                      |
| 73 Abd. | GTS-3  | 22 | Paul Reisman                      | Paul Reisman John Reisman Shane Lewis Buddy Norton                                                                  | Chevrolet Camaro                | ?     | 57    |                      |
| 73 Abd. | GTS-3  | 22 | Paul Reisman                      | Paul Reisman John Reisman Shane Lewis Buddy Norton                                                                  |                                 | ?     | 57    |                      |
| 74 Abd. | GTS-1  | 15 | Anthony Puleo                     | Ernst Gschwender Anthony Puleo Mark Kennedy Daniel Urrutia                                                          | Chevrolet Camaro                | ?     | 46    |                      |
| 74 Abd. | GTS-1  | 15 | Anthony Puleo                     | Ernst Gschwender Anthony Puleo Mark Kennedy Daniel Urrutia                                                          |                                 | ?     | 46    |                      |
| 75 Abd. | GTS-3  | 50 | Paul Kumpen                       | Alfons Taels Georges Cremer Paul Kumpen Albert Vanierschot                                                          | Porsche 911                     | ?     | 39    |                      |
| 75 Abd. | GTS-3  | 50 | Paul Kumpen                       | Alfons Taels Georges Cremer Paul Kumpen Albert Vanierschot                                                          |                                 | ?     | 39    |                      |
| 76 Abd. | GTS-2  | 61 | Konrad Motorsport                 | Cor Euser Bernd Netzeband Bert Ploeg Wolfgang Kaufmann                                                              | Porsche 911 GT2 (993)           | M     | 23    |                      |
| 76 Abd. | GTS-2  | 61 | Konrad Motorsport                 | Cor Euser Bernd Netzeband Bert Ploeg Wolfgang Kaufmann                                                              |                                 | M     | 23    |                      |
| 77 Abd. | GTS-2  | 00 | Agusta Racing                     | Almo Coppelli Rocky Agusta (en) Carl Rosenblad                                                                      | Chevrolet Corvette              | D     | 23    |                      |
| 77 Abd. | GTS-2  | 00 | Agusta Racing                     | Almo Coppelli Rocky Agusta (en) Carl Rosenblad                                                                      |                                 | D     | 23    |                      |
| 78 Abd. | GTS-1  | 34 | Todd Vallancourt                  | Todd Vallancourt Hal Corbin Bill Evans Toto Lasally                                                                 | Oldsmobile Cutlass Supreme (en) | H     | 22    |                      |
| 78 Abd. | GTS-1  | 34 | Todd Vallancourt                  | Todd Vallancourt Hal Corbin Bill Evans Toto Lasally                                                                 |                                 | H     | 22    |                      |
| 79 Abd. | GTS-1  | 49 | Dan Shaver (en)                   | Dan Shaver (en) Jack Willes Joe Varde (en)                                                                          | Chevrolet Camaro                | ?     | 16    |                      |
| 79 Abd. | GTS-1  | 49 | Dan Shaver (en)                   | Dan Shaver (en) Jack Willes Joe Varde (en)                                                                          |                                 | ?     | 16    |                      |
| 80 Abd. | WSC    | 9  | Courage Compétition               | Fredrik Ekblom Didier Cottaz Jérôme Policand                                                                        | Courage C41                     | M     | 12    |                      |
| 80 Abd. | WSC    | 9  | Courage Compétition               | Fredrik Ekblom Didier Cottaz Jérôme Policand                                                                        |                                 | M     | 12    |                      |
| Np.     | WSC    | 02 | Screaming Eagles Racing           | Dan Clark | Spice SE90                      | ?     |       |                      |
| Np.     | WSC    | 02 | Screaming Eagles Racing           | Dan Clark |                                 | ?     |       |                      |
| Np.     | GTS-3  | 84 | Luigino Pagotto                   | Walter Meloni Léo Van Sande                                                                                         | Porsche 911                     | ?     |       |                      |
| Np.     | GTS-3  | 84 | Luigino Pagotto                   | Walter Meloni Léo Van Sande                                                                                         |                                 | ?     |       |                      |
| Nq.     | GTS-1  | 17 | Art Pilla                         | Arthur Pilla Oma Kimbrough David Kicak                                                                              | Porsche 911 GT2 (993)           | G     |       |                      |
| Nq.     | GTS-1  | 17 | Art Pilla                         | Arthur Pilla Oma Kimbrough David Kicak                                                                              |                                 | G     |       |                      |
| Nq.     | GTS-3  | 86 | G&W Motorsports                   | Danny Marshall (en) Arthur Urciuoli Peter Chambers Martyn Konig                                                     | Porsche 911 Cup                 | D     |       |                      |
| Nq.     | GTS-3  | 86 | G&W Motorsports                   | Danny Marshall (en) Arthur Urciuoli Peter Chambers Martyn Konig                                                     |                                 | D     |       |                      |
| Nq.     | GTS-3  | 5  | Doug Trott                        | Tom Dean Tom Baldwin (en) Tony Burgess Grady Willingham                                                             | Porsche 911                     | T     |       |                      |
| Nq.     | GTS-3  | 5  | Doug Trott                        | Tom Dean Tom Baldwin (en) Tony Burgess Grady Willingham                                                             |                                 | T     |       |                      |
| Nq.     | GTS-3  | 07 | Pettit Racing                     | Cameron Worth Enzo Potolicchio John Brown Rodger Bogusz                                                             | Mazda RX-7 Turbo                | H     |       |                      |
| Nq.     | GTS-3  | 07 | Pettit Racing                     | Cameron Worth Enzo Potolicchio John Brown Rodger Bogusz                                                             |                                 | H     |       |                      |
| Nq.     | GTS-3  | 32 | Steve Goldin                      | Steve Goldin Keith Goldin Mark Montgomery Martin Shuster                                                            | Mazda RX-7                      | H     |       |                      |
| Nq.     | GTS-3  | 32 | Steve Goldin                      | Steve Goldin Keith Goldin Mark Montgomery Martin Shuster                                                            |                                 | H     |       |                      |
| Nq.     | GTS-3  | 12 | Rick Fairbanks                    | Rick Fairbanks Nick Ham Chuck Cottrell Mark Neuhaus Chris Gleason                                                   | Porsche 911                     | ?     |       |                      |
| Nq.     | GTS-3  | 12 | Rick Fairbanks                    | Rick Fairbanks Nick Ham Chuck Cottrell Mark Neuhaus Chris Gleason                                                   |                                 | ?     |       |                      |
| Nq.     | GTS-3  | 82 | Art Pilla                         | Rob Collins Trevor Hilliar Dan Moon John Drew Neil Crilly                                                           | Porsche 911                     | D     |       |                      |
| Nq.     | GTS-3  | 82 | Art Pilla                         | Rob Collins Trevor Hilliar Dan Moon John Drew Neil Crilly                                                           |                                 | D     |       |                      |
| Nq.     | GTS-3  | 52 | Kryderacing                       | Reed Kryder Frank Del Vecchio Christian Heinkélé David Green (en)                                                   | Nissan 240SX                    | ?     |       |                      |
| Nq.     | GTS-3  | 52 | Kryderacing                       | Reed Kryder Frank Del Vecchio Christian Heinkélé David Green (en)                                                   |                                 | ?     |       |                      |
| Nq.     | GTS-3  | 36 | Phoenix American Motorsports      | Stu Hayner John Heinricy (en) Marty Miller Jim Michaelian                                                           | Pontiac Firebird                | ?     |       |                      |
| Nq.     | GTS-3  | 36 | Phoenix American Motorsports      | Stu Hayner John Heinricy (en) Marty Miller Jim Michaelian                                                           |                                 | ?     |       |                      |
| Nq.     | GTS-3  | 57 | Kryderacing                       | Reed Kryder Willie Beck Helmut Reuscher Gred Holtkamp Alistair Morrison                                             | Nissan 240SX                    | ?     |       |                      |
| Nq.     | GTS-3  | 57 | Kryderacing                       | Reed Kryder Willie Beck Helmut Reuscher Gred Holtkamp Alistair Morrison                                             |                                 | ?     |       |                      |
| Nq.     | GTS-1  | 79 | Tim Banks                         | Tim Banks | Oldsmobile Cutlass Supreme (en) | ?     |       |                      |
| Nq.     | GTS-1  | 79 | Tim Banks                         | Tim Banks |                                 | ?     |       |                      |
| Nq.     | GTS-3  | 66 | G&W Motorsports                   | Danny Marshall (en) Steve Marshall                                                                                  | Porsche 911                     | G     |       |                      |
| Nq.     | GTS-3  | 66 | G&W Motorsports                   | Danny Marshall (en) Steve Marshall                                                                                  |                                 | G     |       |                      |
| Nq.     | GTS-1  | 72 | Tim Banks                         | Tim Banks | Chevrolet Corvette              | D     |       |                      |
| Nq.     | GTS-1  | 72 | Tim Banks                         | Tim Banks |                                 | D     |       |                      |
| Nq.     | WSC    | 33 | FAB Factory Motorsport            | John Mirro Oliver Kuttner Ralph Thomas A. J. Smith Rick Ferguson                                                    | Kudzu DG-2 WSC                  | ?     |       |                      |
| Nq.     | WSC    | 33 | FAB Factory Motorsport            | John Mirro Oliver Kuttner Ralph Thomas A. J. Smith Rick Ferguson                                                    |                                 | ?     |       |                      |

## Pole position et record du tour
- Pole position :  Fermín Vélez (#3 Ferrari 333 SP) en 1 min 40 s 456
- Meilleur tour en course :  Fermín Vélez (#3 Ferrari 333 SP) en 1 min 43 s 153